# Orson Welles' Great Mysteries
Orson Welles' Great Mysteries, conocida en castellano bajo los títulos de Los grandes misterios de Orson Welles, Los misterios de Orson Welles, Grandes misterios (en Venezuela) o Grandes misterios de Orson Welles (en Colombia) es una serie de televisión británica transmitida originalmente entre 1973 y 1974 por la cadena ITV, cuyo autor es Roald Dahl y el tema musical del mismo fue compuesto por John Barry.
Esta serie era conducida por Orson Welles.

## Sinopsis
La serie consiste en una antología de historias cortas de drama, suspenso, intriga, misterio, crimen o terror ambientadas en diferentes épocas (incluso en algunos episodios se versionan historias de autores conocidos como Honoré de Balzac, Arthur Conan Doyle, David Ambrose y Charles Dickens) y, a menudo, rematadas por un final inesperado, cuando no sorprendente.
Cada episodio se inicia con una breve secuencia de apertura en donde observamos a Orson Welles ataviado con ropa negra (incluyendo un sombrero fedora de ala ancha y una capa del mismo color) y recorriendo un pasillo mientras fuma un habano, al mismo tiempo que suena la misteriosa y envolvente canción tema de John Barry y observamos los créditos de la serie para, posteriormente, fundirse a negro la pantalla y, súbitamente, aparecer un primerísimo primer plano del humo y la llama del habano mientras escuchamos la frase: "Here’s Orson Welles" ("Les habla Orson Welles", en el doblaje en castellano) dicha por éste, mientras hace una introducción al capítulo en cuestión a la vez que, paulatinamente, vemos que la cámara se aleja para observarnos un primer plano de Welles con la misma indumentaria de la presentación (incluyendo la capa y el sombrero antes mencionados) y a muy baja luz. Luego, al finalizar el episodio, observamos a Welles en la misma escena antes descrita y comentándonos una especie de moraleja del episodio en cuestión y luego volvemos a observar la secuencia del comienzo, pero ahora mostrando los créditos finales del episodio.
Se dice que la presentación antes descrita era un guiño de Welles a uno de sus primeros programas de radioteatro como lo fue "La Sombra", en 1937.

## Listado de episodios
| Título original                | Título en castellano  | Fecha de estreno         | Elenco |
| ------------------------------ | --------------------- | ------------------------ | --- |
| Captain Rogers                 |                       | 1 de septiembre de 1973  | Donald Pleasence, Janet Key, Willoughby Goddard, Joseph O'Conor, Kevin Stoney, Donald Gee, Daphne Heard, Alan Bennion, Maggie Fitzgerald, Colin Skeaping.   |
| The Leather Funnel             |                       | 8 de septiembre de 1973  | Christopher Lee, Jane Seymour, Simon Ward, Ralph Arliss, Andre Van Gyseghem.                                                                                |
| A Terribly Strange Bed         |                       | 15 de septiembre de 1973 | Edward Albert, Rupert Davies, Colin Baker, Hugo De Vernier, John Slavid, Gennie Nevinson.                                                                   |
| La Grande Breteche             |                       | 22 de septiembre de 1973 | Peter Cushing, Susannah York, Michael Elphick, Pauline Delaney, Michael Golden, Marc Zuber, Tony Rohr.                                                      |
| The Dinner Party               |                       | 29 de septiembre de 1973 | Joan Collins, Anthony Sharp, Anton Rodgers, Ronald Radd. |
| Money to Burn                  | La quema de billetes  | 6 de octubre de 1973     | Victor Buono, Olga Georges-Picot, Isabel Dean, Glyn Owen, Bruce Lidington, Paul Antrim.                                                                     |
| In the Confessional            |                       | 13 de octubre de 1973    | José Ferrer, Milo O'Shea, Shane Rimmer, Philip Davis, Julie Dawn Cole.                                                                                      |
| Unseen Alibi                   |                       | 20 de octubre de 1973    | Dean Stockwell. |
| Battle of Wits                 |                       | 27 de octubre de 1973    | Ian Bannen, Brewster Mason. |
| A Point of Law                 | Un detalle legal      | 3 de noviembre de 1973   | Alec McCowen. |
| The Monkey's Paw               |                       | 10 de noviembre de 1973  | Cyril Cusack, Megs Jenkins, Michael Kitchen, Patrick Magee, Robert James.                                                                                   |
| The Ingenious Reporter         |                       | 17 de noviembre de 1973  | David Birney, James Maxwell, Geoffrey Bayldon, Ronald Radd, Peter Madden, Mia Nardi, Anthony Ainley, John Cater, James Mellor.                              |
| Death of an Old-Fashioned Girl | Chapada a la antigua  | 24 de noviembre de 1973  | Francesca Annis, Carol Lynley, John Le Mesurier, Jack Shepherd, Anne Stallybrass, Stephen Chase, Jon Laurimore, Liam Taggart.                               |
| For Sale - Silence             |                       | 1 de diciembre de 1973   | Jack Cassidy, Ed Devereaux, Rona Newton-John, Linda Liles, Harold Goodwin, Margaret Burton.                                                                 |
| The Inspiration of Mr. Budd    | El inspirado Sr. Budd | 8 de diciembre de 1973   | Donal Donnelly, Hugh Griffith, Glynn Edwards, Andre Maranne, Neville Barber, Robert La Bassier, Carlos Douglas, Guy Deghy, Gino Melvazzi, Jenny Harrington. |
| An Affair of Honour            | Lance de honor        | 15 de diciembre de 1973  | Jenny Hanley, Jeremy Clyde, Michael Gambon, Harry Andrews, Stephen Sheppard, Heronimo Sehmi.                                                                |
| Farewell to the Faulkners      | Adiós a los Faulkner  | 22 de diciembre de 1973  | Jane Baxter, Keith Baxter, James Grout, Pat Heywood, Kenneth Gilbert, John Ringham, Mike Lewin.                                                             |
| The Power of Fear              | El poder del miedo    | 29 de diciembre de 1973  | Shirley Knight, Don Murray, Sarah Marshall, Ann Bomann. |
| Where There Is a Will          | El testamento         | 5 de enero de 1974       | Hannah Gordon, Richard Johnson, Norman Shelley, Bill Maynard, Sheila Raynor, Robert Cartland, Meadows White.                                                |
| A Time to Remember             | Tiempo para recordar  | 12 de enero de 1974      | Patrick Macnee, Charles Gray, David Sterne, Alan Browning, Patrick Barr.                                                                                    |
| Ice Storm                      | Noche de tormenta     | 19 de enero de 1974      | Claire Bloom, Robert Beatty, Donald Eccles, Barry Jackson, Thorley Walters, Brian Wilde, George Malpas.                                                     |
| Come Into My Parlour           |                       | 26 de enero de 1974      | Dana Wynter, Anne Jackson. |
| Compliments of the Season      |                       | 3 de febrero de 1974     | Eli Wallach, Hildegard Neil, Ed Bishop, Preston Lockwood, Ann Queensberry, Billy Hamon, Philip Jackson, Michael Brennan, Freddie Lees.                      |
| Under Suspicion                |                       | 10 de febrero de 1974    | Kenneth Haigh, Janice Rule, Dinsdale Landen, Julie Crosthwaite.                                                                                             |
| Trial for Murder               | Juicio por homicidio  | 17 de febrero de 1974    | Ian Holm, Jennie Linden, Keith Buckley, Wallas Eaton, John Savident, Hugh Dickson, Tony Baterman, Barry Stanton, William Moore, Lindsay Ingram, Edwin Finn. |
| The Furnished Room             | El cuarto amoblado    | 24 de febrero de 1974    | Clarence Williams III, Irene Worth, Sally Travers, Joan Ann Maynard.                                                                                        |